# El Mirón
El Mirón település Spanyolországban, Ávila tartományban. El Mirón Narrillos del Álamo, Arevalillo, Collado del Mirón, Malpartida de Corneja, Santa María del Berrocal és Gallegos de Solmirón községekkel határos. Lakosainak száma 98 fő (2024).

## Népesség
A település népessége az utóbbi években az alábbiak szerint változott:
| Lakosok száma | 243  | 214  | 198  | 172  | 162  | 145  | 128  | 122  | 114  | 98   |
|               | 2001 | 2004 | 2006 | 2009 | 2011 | 2014 | 2016 | 2019 | 2021 | 2024 |